# Asuridoides atuntseica
Asuridoides atuntseica är en fjärilsart som beskrevs av Daniel 1951. Asuridoides atuntseica ingår i släktet Asuridoides och familjen björnspinnare. Inga underarter finns listade i Catalogue of Life.